# Bukovec Zelinski
Bukovec Zelinski je naseljeno mjesto u Republici Hrvatskoj u Zagrebačkoj županiji. 

## Zemljopis
Administrativno je u sastavu grada Svetog Ivana Zeline. Naselje se proteže na površini od 2,30 km². 

## Stanovništvo
Prema popisu stanovništva iz 2001. godine Bukovec Zelinski ima 425 stanovnika koji žive u 100 kućanstava. Gustoća naseljenosti iznosi 184,78 st./km².
| broj stanovnika | 310   | 385   | 450   | 474   | 536   | 623   | 616   | 587   | 531   | 533   | 529   | 360   | 285   | 311   | 425   | 413   | 356   |
|                 | 1857. | 1869. | 1880. | 1890. | 1900. | 1910. | 1921. | 1931. | 1948. | 1953. | 1961. | 1971. | 1981. | 1991. | 2001. | 2011. | 2021. |